# جوني ريفيرا
جوني ريفيرا (بالإنجليزية: Johnny Rivera)‏ هو مغني أمريكي، ولد في 4 فبراير 1962.

## وصلات خارجية
- جوني ريفيرا على موقع ميوزك برينز (الإنجليزية)
- جوني ريفيرا على موقع أول ميوزيك (الإنجليزية)
- جوني ريفيرا على موقع ديسكوغز (الإنجليزية)